# Herschweiler-Pettersheim
Herschweiler-Pettersheim là một đô thị thuộc huyện Kusel, bang Rheinland-Pfalz, phía tây nước Đức. Đô thị Herschweiler-Pettersheim có diện tích 7,47 km², dân số thời điểm ngày 31 tháng 12 năm 2006 là 1348 người.